# 630

630(육백삼십)은 629보다 크고 631보다 작은 자연수다.

## 수학
- 합성수로, 그 약수는 총 24개다. (1, 2, 3, 5, 6, 7, 9, 10, 14, 15, 18, 21, 30, 35, 42, 45, 63, 70, 90, 105, 126, 210, 315, 630)
  - 630의 진약수의 합은 1242이므로, 630은 과잉수다.
- 35번째 삼각수다. 앞의 삼각수는 595, 다음 삼각수는 666이다.
- {\displaystyle 630=96+133+176+225}
  - 연속하는 네 팔각수의 합으로 나타낼 수 있는 수다. 이 성질을 지닌 앞의 수는 470, 다음 수는 814다.
- {\displaystyle 630=97+101+103+107+109+113}
  - 연속하는 소수(素數) 6개의 합으로 나타낼 수 있는 수다. 이 성질을 지닌 앞의 수는 606, 다음 수는 660이다.
- {\displaystyle 630=15\times 42}
  - 연속하는 두 십오각수의 곱으로 나타낼 수 있는 수다. 이 성질을 지닌 앞의 수는 15, 다음 수는 3444다.
- {\displaystyle 630=11^{2}+12^{2}+13^{2}+14^{2}}
  - 연속하는 네 자연수의 제곱합으로 나타낼 수 있는 수다. 이 성질을 지닌 앞의 수는 534, 다음 수는 734다.
- 홀수 과잉수들 중 945부터 5355까지는 630의 등차수열을 이룬다.
- {\displaystyle 71^{2}-1}은 630으로 나누어떨어진다.

## 과학·기술
- NGC 630(영어판): 조각가자리 방향에 있는 타원은하.
- 노키아 루미아 630(영어판): 노키아의 스마트폰.

## 교통

### 항공
- 로열 에어 모로코 630편 추락 사고(영어판, 일본어판)
- 페덱스 익스프레스 630편 착륙 사고(영어판, 일본어판)

### 철도
- 서울 지하철 6호선 이태원역의 역번호.
- 630호대 증기 기관차

### 도로
- 오토루트 630호선: 프랑스의 고속도로 중 하나인 보르도 순환 고속도로(프랑스어판)의 노선번호.
- 현도 제630호선

## 군사
- U-630(영어판): 제2차 세계 대전에 사용된 나치 독일의 군용 잠수함.

## 문화유산
- 대한민국의 보물 제630호: 황남대총 남분 금제 관식

## 기타
- 날짜: 6월 30일
- 연도: 630년, 기원전 630년
- 630년대
- 6시 30분을 가리키는 말로 쓰인다. 그래서 6시 30분에 방영되는 뉴스 프로그램의 제목에 쓰이기도 한다.
- 한국십진분류법에서 공예에 관한 책들이 분류되는 번호.